# Raymond Bayer
Pour les articles homonymes, voir Bayer.
 (avril 2023).
Raymond Bayer (1898-1959) est un philosophe français, professeur à la Sorbonne et fondateur avec Charles Lalo et Étienne Souriau de la Revue d'esthétique. 
L'Académie des sciences morales et politiques lui décerne le prix Claude-Berthault en 1957 pour l'ensemble de son œuvre.

## Ouvrages
- L'Esthétique de la grâce. Introduction à l'étude des équilibres de structure, thèse (2 volumes, 1933), prix Charles Blanc de l’Académie française en 1935
- Léonard de Vinci. La Grâce, thèse complémentaire (1933)
- Essais sur la méthode en esthétique (1953)
- Épistémologie et logique depuis Kant jusqu'à nos jours (1954)
- Traité d'esthétique (1956)
- L'Esthétique mondiale au XXe siècle (1961)
- Histoire de l'esthétique (1961)
- Entretiens sur l'art abstrait (1964)